# Leighton Durham Reynolds
Leighton Durham Reynolds FBA (* 11. Februar 1930 in Abercanaid, Glamorgan, Wales; † 4. Dezember 1999 in Oxford) war ein britischer Altphilologe.

## Leben
Leighton Durham Reynolds wuchs in Cardiff und Cambridge auf. Er studierte Klassische Philologie an der University of Cambridge, wo der Latinist Roland Gregory Austin sein akademischer Lehrer war. Nach dem Militärdienst (1952–1954), während dessen er Russisch gelernt hatte, wurde er als Junior Research Fellow am Queen’s College der University of Oxford angestellt. Dort arbeitete er mit Roger A. B. Mynors, Richard William Hunt und Neil R. Ker zusammen, die sein Vorhaben einer Seneca-Edition förderten. Von 1957 bis 1997 arbeitete Reynolds als Fellow and Tutor am Brasenose College in Oxford; ein Jahr vor seiner Emeritierung erhielt er den Professorentitel. Von 1975 bis 1987 fungierte Reynolds als Herausgeber der Zeitschrift Classical Review. 1987 wurde er in die British Academy gewählt.
Reynolds war ein herausragender Kenner der römischen Literatur und ihrer Überlieferung im Mittelalter. Seine Editionen der Seneca-Briefe (1965) und -Dialoge (1977), der Schriften Sallusts (1991) und Ciceros De finibus (1998) beruhten jeweils auf jahrzehntelangem Studium der Überlieferung. Reynolds nutzte seine Vertrautheit mit der Überlieferung der römischen Literatur auch zur Abfassung von Handbüchern. Die Monografie Scribes and Scholars, die er gemeinsam mit Nigel Guy Wilson herausgab, erlebte drei Auflagen und wurde in sechs Fremdsprachen übersetzt.

## Schriften (Auswahl)
- L. Annaei Senecae ad Lucilium epistulae morales. Zwei Bände, Oxford 1965
- mit Nigel Guy Wilson: Scribes and Scholars: A Guide to the Transmission of Greek and Latin Literature. Oxford 1968. Zweite Auflage, Oxford 1975. Dritte Auflage, Oxford 1991 (Übersetzungen ins Französische, Griechische, Italienische, Japanische, Spanische und Polnische)
- L. Annaei Senecae dialogorum libri duodecim. Oxford 1977
- Texts and Transmission: a survey of the Latin classics. Oxford 1983
- C. Sallusti Crispi Catilina, Iugurtha, Historiarum fragmenta selecta, Appendix Sallustiana. Oxford 1991
- M. Tulli Ciceronis De finibus bonorum et malorum libri quinque. Oxford 1998